# Duitse kampioenschappen baanwielrennen

De Duitse kampioenschappen baanwielrennen zijn een reeks wedstrijden om te bepalen wie Duits kampioen wordt in de verschillende onderdelen van het baanwielrennen.

## Mannen

### Ploegkoers
| Jaar | Goud                                | Zilver                               | Brons                                    |
| ---- | ----------------------------------- | ------------------------------------ | ---------------------------------------- |
| 2000 | Andreas Beiklirch Olaf Pollack      | Erik Weispfennig Stefan Steinweg     | Robert Bartko Andreas Kappes             |
| 2001 | Mathias Kahl Christian Lademann     | Erik Weispfennig Stefan Steinweg     | Lars Teutenberg Andreas Walzer           |
| 2002 | Frank Kowatschitsch Lars Teutenberg | Jan Ott Daniel Palicki               | Patrick Billian Christoph Meschenmoser   |
| 2003 | Andreas Müller Guido Fulst          | Christian Bach Sebastian Siedler     | Frank Kowatschitsch Lars Teutenberg      |
| 2004 | Gerd Dörich Frank Kowatschitsch     | Andreas Müller Heinning Bommel       | Christian Bach Tony Martin               |
| 2005 | Robert Bartko Guido Fulst           | Christian Lademann Erik Weispfenning | Leif Lampater Christian Grasmann         |
| 2006 | Robert Bartko Andreas Beikrich      | Heinning Bommel Andreas Müller       | Robert Bengsch Marcel Kalz               |
| 2007 | Marcel Kalz Robert Bengsch          | Olaf Pollack Roger Kluge             | Erik Mohs Christian Lademann             |
| 2008 | Marcel Kalz Robert Bengsch          | Christian Grasmann Leif Lampater     | Fabian Schaar Ralf Matzka                |
| 2009 | Olaf Pollack Roger Kluge            | Marcel Kalz Robert Bengsch           | Robert Bartko Leif Lampater              |
| 2010 | Christian Grasmann Leif Lampater    | Heining Bommel Franz Schiewer        | Marcel Barth Erik Mohs                   |
| 2011 | Marcel Kalz Robert Bengsch          | Marcel Barth Erik Mohs               | Ralf Mazka Theo Reihnardt                |
| 2012 | Marcel Kalz Robert Bengsch          | Christian Grasmann Leif Lampater     | Philipp Zwingenberger Sebastian Wotschke |
| 2013 | Nico Heßlich Leif Lampater          | Marco Mathis Christopher Muche       | Marcel Barth Erik Mohs                   |
| 2014 | Marcel Kalz Leif Lampater           | Maximilian Beyer Nico Heßlich        | Pascal Ackermann Marco Mathis            |
| 2015 | Christian Grasmann Stefan Schäfer   | Achim Burkart Nico Heßlich           | Marcel Kalz Leif Lampater                |
| 2016 | Nico Heßlich Achim Burkart          | Max Kanter Marcel Franz              | Marcel Kalz Christian Grasmann           |
| 2017 | Theo Reinhardt Kersten Thiele       | Marcel Kalz Maximilian Beyer         | Stefan Schäfer Hans Pirius               |
| 2018 | Richard Banusch Christian Koch      | Henning Bommel Moritz Malcharek      | Achim Burkart Kersten Thiele             |
| 2019 | Maximilian Beyer Theo Reinhardt     | Moritz Malcharek Sebastian Schmiedel | Moritz Augenstein Achim Burkart          |

### Puntenkoers
| Jaar | Goud               | Zilver           | Brons              |
| ---- | ------------------ | ---------------- | ------------------ |
| 1981 | Dieter Giebken     |                  |                    |
| 1989 | Werner Müller      |                  |                    |
| 1990 | Hans-Joachim Pohl  |                  |                    |
| 1991 | Andreas Walzer     |                  |                    |
| 1992 | Guido Fulst        |                  |                    |
| 1993 | Andreas Beikirch   |                  |                    |
| 1994 | Erik Weispfennig   |                  |                    |
| 1995 | Guido Fulst        |                  |                    |
| 1996 | Andreas Beikirch   |                  |                    |
| 1997 | niet gehouden      |                  |                    |
| 1998 | Christian Lademann |                  |                    |
| 1999 | Andreas Kappes     |                  |                    |
| 2000 | Andreas Kappes     |                  |                    |
| 2001 | Andreas Müller     |                  |                    |
| 2002 | Andreas Müller     |                  |                    |
| 2003 | Marc Altmann       |                  |                    |
| 2004 | Guido Fulst        |                  |                    |
| 2005 | Andreas Kappes     |                  |                    |
| 2006 | Sebastian Frey     |                  |                    |
| 2007 | Roger Kluge        |                  |                    |
| 2008 | Robert Bartko      |                  |                    |
| 2009 | Olaf Pollack       | Roger Kluge      | Robert Bengsch     |
| 2010 | Franz Schiewer     | Erik Mohs        | Christian Grasmann |
| 2011 | Rüdiger Selig      | Max Stahr        | Marcel Kalz        |
| 2012 | Robert Bengsch     | Theo Reinhardt   | Franz Schiewer     |
| 2013 | Marcel Kalz        | Maximilian Beyer | Leif Lampater      |
| 2014 | Leon Rohde         | Achim Burkart    | Nico Heßlich       |
| 2015 | Marcel Kalz        | Nico Heßlich     | Sebastian Wotschke |
| 2016 | Roger Kluge        | Marco Mathis     | Christian Grasmann |
| 2017 | Henning Bommel     | Achim Burkart    | Maximilian Beyer   |
| 2018 | Erik Schubert      | Richard Banusch  | Moritz Malcharek   |
| 2019 | Theo Reinhardt     | Achim Burkart    | Martin Salmon      |

### 1KM
| Jaar | Goud                 | Zilver               | Brons                |
| ---- | -------------------- | -------------------- | -------------------- |
| 1993 | Jens Glücklich       | Marcus Nagel         | Matthias Jurke       |
| 1994 | Michael Scheurer     | Jens Glücklich       | Marcus Nagel         |
| 1995 | Sören Yves Lausberg  | Jens Glücklich       | Jan Van Eijden       |
| 1996 | Stefan Nimke         | Sören Yves Lausberg  | Jan Van Eijden       |
| 1997 | Sören Yves Lausberg  | Stefan Nimke         | Jan Van Eijden       |
| 1998 | Sören Yves Lausberg  | Stefan Nimke         | Michael Scheurer     |
| 1999 | Stefan Nimke         | Carsetn Bergemann    | Andreas Schütze      |
| 2000 | Stefan Nimke         | Carsten Bergemann    | Thilo Kitzmann       |
| 2001 | Sören Yves Lausberg  | Stefan Nimke         | Carsten Bergemann    |
| 2002 | Sören Yves Lausberg  | Stefan Nimke         | Carsten Bergemann    |
| 2003 | Sören Yves Lausberg  | Carsten Bergemann    | Dominik Krones       |
| 2004 | Carsten Bergemann    | Matco Jäger          | Michael Seidenbecher |
| 2005 | Carsten Bergemann    | Marco Jäger          | Sören Yves Lausberg  |
| 2006 | Michael Seidenbecher | Maximilian Levy      | Carsten Bergemann    |
| 2007 | Michael Seidenbecher | Carsten Bergemann    | Sebastian Döhrer     |
| 2008 | Robert Förstemann    | Michael Seidenbacher | Paul Kanzler         |
| 2009 | Joachim Eilers       | Robert Förstemann    | Marc Schröder        |
| 2010 | Stefan Nimke         | Eric Engler          | Sascha Hübner        |
| 2011 | Stefan Nimke         | Joachim Eiler        | Eric Engler          |
| 2012 | Eric Engler          | Robert Förstemann    | Sascha Hübner        |
| 2013 | Maximilian Levy      | Lucas Liß            | Sascha Hübner        |
| 2014 | Eric Engler          | Joachim Eilers       | Maximilian Levy      |
| 2015 | Maximilian Dörnbach  | Maximilian Levy      | Eric Engler          |
| 2016 | Joachim Eilers       | Eric Engler          | Marc Jurczyk         |
| 2017 | Maximilian Dörnbach  | Marc Jurczyk         | Robert Förstemann    |
| 2018 | Maximilian Dörnbach  | Joachim Eilers       | Marc Jurczyk         |
| 2019 | Marc Jurczyk         | Felix Groß           | Maximilian Dörnbach  |

### Keirin
| Jaar | Goud             | Zilver              | Brons                |
| ---- | ---------------- | ------------------- | -------------------- |
| 2000 | Jens Fiedler     | Jan Van Eijden      | Carsten Bergemann    |
| 2001 | René Wolff       | Sören Yves Lausberg | Eyk Pokorny          |
| 2002 | Jens Fielder     | René Wolff          | Jan Van Eijden       |
| 2003 | René Wolff       | Jens Fiedler        | Matthias John        |
| 2004 | René Wolff       | Jan Van Eijden      | Dominik Harzheim     |
| 2005 | Stefan Nimke     | Jan Van Eijden      | Michael Seidenbecher |
| 2006 | Stefan Nimke     | Carsten Bergemann   | Marc Jäger           |
| 2007 | René Enders      | Sebastian Döhrer    | Sascha Hübner        |
| 2008 | Maximilian Levy  | Matthias John       | René Enders          |
| 2009 | Maximilian Levy  | René Enders         | Benjamin Wittmann    |
| 2010 | Tobias Wächter   | René Enders         | Marc Schröder        |
| 2011 | Maximilian Levy  | René Enders         | Stefan Bötticher     |
| 2012 | Stefan Bötticher | Eric Engler         | Tobias Wächter       |
| 2013 | Maximilian Levy  | René Enders         | Robert Förstemann    |
| 2014 | Stefan Bötticher | Marc Schroder       | Robert Förstemann    |
| 2015 | Maximilian Levy  | Maximilian Dörnbach | Erik Balzer          |
| 2016 | Maximilian Levy  | Jan May             | Marc Jurczyk         |
| 2017 | Maximilian Levy  | Marc Jurczyk        | Maximilian Dörnbach  |
| 2018 | Maximilian Levy  | Robert Förstemann   | Stefan Bötticher     |
| 2019 | Marc Jurczyk     | Maximilian Dörnbach | Eric Engler          |

### Achtervolging
| Jaar | Goud               | Zilver            | Brons              |
| ---- | ------------------ | ----------------- | ------------------ |
| 1947 | Heinrich Schwarzer |                   |                    |
| 1948 | Heinrich Schwarzer |                   |                    |
| 1949 | Heinrich Schwarzer |                   |                    |
| 1950 | Heinrich Schwarzer |                   |                    |
| 1952 | Heinrich Schwarzer |                   |                    |
| 1953 | Ludwig Hörmann     |                   |                    |
| 1955 | Edi Gieseler       |                   |                    |
| 1956 | Edi Gieseler       |                   |                    |
| 1957 | Klaus Bugdahl      |                   |                    |
| 1958 | Hennes Junkermann  |                   |                    |
| 1959 | Otto Altweck       |                   |                    |
| 1960 | Rudi Altig         |                   |                    |
| 1961 | Rudi Altig         |                   |                    |
| 1962 | Sigi Renz          |                   |                    |
| 1963 | Dieter Kemper      |                   |                    |
| 1964 | Dieter Kemper      |                   |                    |
| 1965 | Dieter Kemper      |                   |                    |
| 1966 | Dieter Kemper      |                   |                    |
| 1968 | Peter Glemser      |                   |                    |
| 1969 | Albert Fritz       |                   |                    |
| 1975 | Dietrich Thurau    |                   |                    |
| 1976 | Dietrich Thurau    |                   |                    |
| 1989 | Roland Günther     |                   |                    |
| 1990 | Michael Glöckner   |                   |                    |
| 1991 | Andreas Walzer     |                   |                    |
| 1992 | Jens Lehmann       |                   |                    |
| 1993 | Jens Lehmann       | Andreas Bach      | Jan Kuenhert       |
| 1994 | Guido Fulst        | Jens Lehmann      | Andreas Bach       |
| 1995 | Jens Lehmann       | Guido Fust        | Robert Bartko      |
| 1996 | Heiko Szonn        | Jens Lehmann      | Christian Lademann |
| 1997 | Jens Lehmann       | Thomas Liese      | Christian Lademann |
| 1998 | Jens Lehmann       | Stefan Steinweg   | Robert Bartko      |
| 1999 | Jens Lehmann       | Stefan Steinweg   | Daniel Becke       |
| 2000 | Jens Lehmann       | Robert Bartko     | Guido Fulst        |
| 2001 | Jens Lehmann       | Stefan Steinweg   | Andreas Walzer     |
| 2002 | Guido Fulst        | Sebastian Siedler | Jens Lehmann       |
| 2003 | Daniel Becke       | Jens Lehmann      | Sebastian Siedler  |
| 2004 | Jens Lehmann       | Christian Bach    | Christian Grasmann |
| 2005 | Robert Bartko      | Guido Fulst       | Robert Bengsch     |
| 2006 | Robert Bartko      | Jens Lehmann      | Patrick Gretsch    |
| 2007 | Robert Bartko      | Olaf Pollack      | Patrick Gretsch    |
| 2008 | Robert Bartko      | Patrick Gretsch   | Daniel Becke       |
| 2009 | Patrick Gretsch    | Robert Bartko     | Stefan Schäfer     |
| 2010 | Tobis Erler        | Tobias Erler      | Sven Krauss        |
| 2011 | Nikias Arndt       | Jakob Steigmiller | Stefan Schäfer     |
| 2012 | Roger Kluge        | Moritz Schaffner  | Michel Koch        |
| 2013 | Stefan Schäfer     | Maximilian Beyer  | Lucas Liß          |
| 2014 | Domenic Weinstein  | Moritz Schaffner  | Leif Lampater      |
| 2015 | Domenic Weinstein  | Leon Rohde        | Leif Lampater      |
| 2016 | Marco Mathis       | Roger Kluge       | Leon Rohde         |
| 2017 | Domenic Weinstein  | Kersten Thiele    | Justin Wolf        |
| 2018 | Domenic Weinstein  | Felix Groß        | Nils Schomber      |
| 2019 | Felix Groß         | Theo Reinhardt    | Nils Schomber      |

### Ploegenachtervolging
- 1993 :  Steinweg,  Weispfennig,  Fulst,  Teutenberg
- 1994 :  Fulst,  Bartko,  Weispfennig,  Bach
- 1995 :  Fulst,  Bartko,  Knispel,  Szonn
- 1996 :  Fulst,  Bartko,  Szonn,  Lademann
- 1997 :  Liese, Lehmann,  Roth,  Scholz
- 1998 :  Siedler, Lehmann,  Bach,  Becke
- 1998 :  Siedler, Lehmann,  Bach,  Becke
- 1999 :  Siedler, Lehmann,  Bach,  Becke
- 2000 :  Fulst,  Bartko,  Kalfack, Müller
- 2001 :  Bach, Lehmann,  Müller,  Siedler
- 2002 :  Fothen, Lehmann,  Siedler,  Veit
- 2003 :  Bach, Lehmann,  Siedler,  Schlegel
- 2004 :  Bach, Lehmann,  Damrow, Martin
- 2005 :  Bartko,  Fulst,  Lampater,  König
- 2006 :  Fulst,  Kriegs,  Bartko,  König
- 2007 :  Kriegs,  Bartko,  König,  Schulz
- 2008 :  Bengsch,  Bartko,  Bommel,  Schulz
- 2009 :  Bartko,  Kahra,  Kluge,  Schäfer
- 2010 :  Bartko,  Kahra,  Bommel,  Schäfer
- 2011 :  Arndt,  Schiewer,  Bommel,  Schäfer
- 2012 :  Thiele,  Koch,  Vasyliv,  Bommel

### Sprint
| Jaar | Goud                | Zilver             | Brons                |
| ---- | ------------------- | ------------------ | -------------------- |
| 1895 | August Lehr         |                    |                      |
| 1896 | Willy Arend         |                    |                      |
| 1897 | Willy Arend         |                    |                      |
| 1898 | Franz Verheyen      |                    |                      |
| 1908 | Richard Scheuermann |                    |                      |
| 1909 | Otto Meyer          |                    |                      |
| 1910 | Walter Rütt         |                    |                      |
| 1914 | Eugen Stabe         |                    |                      |
| 1919 | Walter Rütt         |                    |                      |
| 1920 | Walter Rütt         |                    |                      |
| 1921 | Willy Arend         |                    |                      |
| 1922 | Willy Lorenz        |                    |                      |
| 1923 | Walter Rütt         |                    |                      |
| 1924 | Willy Lorenz        |                    |                      |
| 1925 | Willy Gottfried     |                    |                      |
| 1926 | Willy Lorenz        |                    |                      |
| 1927 | Alex Fricke         |                    |                      |
| 1928 | Mathias Engel       |                    |                      |
| 1929 | Mathias Engel       |                    |                      |
| 1930 | Peter Steffes       |                    |                      |
| 1931 | Peter Steffes       |                    |                      |
| 1932 | Mathias Engel       |                    |                      |
| 1933 | Albert Richter      |                    |                      |
| 1934 | Albert Richter      |                    |                      |
| 1935 | Albert Richter      |                    |                      |
| 1936 | Albert Richter      |                    |                      |
| 1937 | Albert Richter      |                    |                      |
| 1938 | Albert Richter      |                    |                      |
| 1939 | Albert Richter      |                    |                      |
| 1940 | Jean Schorn         |                    |                      |
| 1941 | Jean Schorn         |                    |                      |
| 1942 | Toni Merkens        |                    |                      |
| 1946 | Georg Voggenreiter  |                    |                      |
| 1947 | Georg Voggenreiter  |                    |                      |
| 1948 | Werner Bunzel       |                    |                      |
| 1949 | Georg Voggenreiter  |                    |                      |
| 1950 | Georg Voggenreiter  |                    |                      |
| 1951 | Georg Voggenreiter  |                    |                      |
| 1952 | Georg Voggenreiter  |                    |                      |
| 1953 | Georg Voggenreiter  |                    |                      |
| 1954 | Georg Voggenreiter  |                    |                      |
| 1955 | Werner Potzernheim  |                    |                      |
| 1956 | Werner Potzernheim  |                    |                      |
| 1957 | Werner Potzernheim  |                    |                      |
| 1958 | Werner Potzernheim  |                    |                      |
| 1959 | Werner Potzernheim  |                    |                      |
| 1960 | Werner Potzernheim  |                    |                      |
| 1961 | Günther Ziegler     |                    |                      |
| 1962 | Werner Potzernheim  |                    |                      |
| 1963 | Werner Potzernheim  |                    |                      |
| 1964 | Werner Potzernheim  |                    |                      |
| 1965 | Werner Potzernheim  |                    |                      |
| 1966 | Hans-Peter Kanters  |                    |                      |
| 1967 | Hans-Peter Kanters  |                    |                      |
| 1969 | Peter Glemser       |                    |                      |
| 1975 | Udo Hempel          |                    |                      |
| 1976 | Horst Schütz        |                    |                      |
| 1991 | Jens Fiedler        | Bill Huck          | Eyk Pokorny          |
| 1992 | Jens Fiedler        | Eyk Pokorny        | Emmanuel Raasch      |
| 1993 | Jens Fiedler        | Eyk Pokorny        | Bill Huck            |
| 1994 | Jens Fiedler        | Eyk Pokorny        | Michael Hübner       |
| 1995 | Jens Fiedler        | Eyk Pokorny        | Michael Hübner       |
| 1996 | Jens Fiedler        | Eyk Pokorny        | Michael Hübner       |
| 1997 | Eyk Pokorny         | Jens Fiedler       | Jan Van Eijden       |
| 1998 | Jens Fiedler        | Eyk Pokorny        | René Wolff           |
| 1999 | Jens Fiedler        | Eyk Pokorny        | Jan Van Eijden       |
| 2000 | Jan Van Eijden      | Jens Fiedler       | Eyk Pokorny          |
| 2001 | Stefan Nimke        | Eyk Pokorny        | Matthias John        |
| 2002 | Jens Fiedler        | Matthias John      | Carsten Bergemann    |
| 2003 | René Wolff          | Jens Fielder       | Jan Van Eijden       |
| 2004 | Jan Van Eijden      | Matthias John      | Carsten Bergemann    |
| 2005 | Stefan Nimke        | Carsten Bergemann  | Marco Jäger          |
| 2006 | Matthias John       | Stefan Nimke       | Michael Seidenbecher |
| 2007 | Matthias John       | Carsten Bergemann  | Robert Förstemann    |
| 2008 | Robert Förstemann   | Matthias John      | Sebastian Döhrer     |
| 2009 | Carsten Bergemann   | Sebastian Döhrer   | Stefan Nimke         |
| 2010 | Tobias Wächter      | Maximilian Levy    | René Enders          |
| 2011 | Stefan Bötticher    | René Enders        | Robert Förstemann    |
| 2012 | Stefan Bötticher    | Max Niederlag      | Tobias Wächter       |
| 2013 | Robert Förstemann   | Maximilian Levy    | René Enders          |
| 2014 | Stefan Bötticher    | Robert Förstemann] | Tobias Wächter       |
| 2015 | Maximilian Levy     | Robert Förstemann  | René Enders          |
| 2016 | Maximilian Levy     | Tobias Wächter     | Eric Engler          |
| 2017 | Maximilian Levy     | René Enders        | Robert Förstemann    |
| 2018 | Maximilian Dörnbach | Stefan Bötticher   | Robert Förstemann    |
| 2019 | Maximilian Dörnbach | Marc Jurczyk       | Stefan Bötticher     |

### Ploegsprint
| Jaar | Goud                                                | Zilver                                                | Brons                                               |
| ---- | --------------------------------------------------- | ----------------------------------------------------- | --------------------------------------------------- |
| 1999 | Jens Fiedler Jan Van Eijden Eyk Pokorny             | Carsten Bergemann Stefan Nimke Thomas Henke           | René Wolff Tim Zuhlke Matthias John                 |
| 2000 | Jens Fiedler Jan Van Eijden Carsten Bergemann       | Marco Jäger André Schütze Sven Peterschick            | Thomas Henke Stefan Nimke Thilo Kitzmann            |
| 2001 | Jens Fiedler Sören Yves Lausberg Eyk Pokorny        | Matthias John René Wolff Stefan Nimke                 |                                                     |
| 2002 | Jens Fiedler Stefan Nimke Carsten Bergemann         | Steffen Rimbach Matthias John René Wolff              | Marco Jäger Robert Gerhardt                         |
| 2003 | Matthias John René Wolff Michael Seidenbecher       | Jens Fielder Carsten Bergemann Jan Van Eijden         | Sören Yves Lausberg Daniel Giese Robert Gerhardt    |
| 2004 | Jens Fielder Stefan Nimke Carsten Bergemann         | Matthias John René Wolff Michael Seidenbecher         | Robert Förstemann Sebastian Döhrer Dominik Harzheim |
| 2005 | Marco Jäger Daniel Giese Sören Yves Lausberg        | Jan Van Eijden Stefan Nimke Carsten Bergemann         | Alexander Lasser Robert Föstermann Marco Jäger      |
| 2006 | Benjamin Wittmann Stefan Nimke Carsten Bergemann    | Matthias John René Wolff Michael Seidenbecher         | Robert Förstemann Sebastian Döhrer René Enders      |
| 2007 | Matthias John René Enders Michael Seidenbecher      | Benjamin Wittmann Robert Förstemann Carsten Bergemann | Mathias Stumpf Sebastian Döhrer Michael Spiess      |
| 2008 | Matthias John René Enders Michael Seidenbecher      | Benjamin Wittmann Robert Förstemann Stefan Nimke      | Maximilian Levy Paul Kanzler Rico Plohmann          |
| 2009 | Robert Förstemann Sascha Hübner Carsten Bergemann   | Stefan Nimke Marc Schröder Tobias Wächter             | Mathias Stumpf René Enders Michael Seidenbecher     |
| 2010 | Stefan Nimke Marc Schröder Tobias Wächter           | Joachim Eilers Robert Förstemann Carsten Bergemann    | Maximilian Levy Erik Balzer Eric Engler             |
| 2011 | Maximilian Levy Robert Förstemann Carsten Bergemann | Stefan Nimke Marc Schröder Tobias Wächter             | Erik Bazler Eric Engler Philipp Thiele              |
| 2012 | Stefan Bötticher Maximilian Levy Max Niederlag      | Stefan Nimke Marc Schröder Tobias Wächter             | Robert Kanter Eric Engler Philipp Thiele            |

## Vrouwen

### 500 meter
| Jaar | Goud            | Zilver               | Brons                |
| ---- | --------------- | -------------------- | -------------------- |
| 2000 | Kathrin Freitag | Katrin Meinke        | Daniela Clausnitzer  |
| 2001 | Katrin Meinke   | Susan Panzer         | Daniela Clausnitzer  |
| 2002 | Katrin Meinke   | Kathrin Freitag      | Daniela Clausnitzer  |
| 2003 | Katrin Meinke   | Kathrin Freitag      | Daniela Clausnitzer  |
| 2004 | Dana Glöss      | Daniela Clausnitzer  | Christin Muche       |
| 2005 | Dana Glöss      | Miriam Welte         | Katrin Meinke        |
| 2006 | Miriam Welte    | Jane Gerisch         | Verena Jooß          |
| 2007 | Miriam Welte    | Dana Glöss           | Verena Jooß          |
| 2008 | Miriam Welte    | Jane Gerisch         | Sabine Bretschneider |
| 2009 | Miriam Welte    | Sabine Bretschneider | Dana Glöss           |
| 2010 | Kristina Vogel  | Christin Muche       | Verena Jooß          |
| 2011 | Miriam Welte    | Kristina Vogel       | Sabine Bretschneider |
| 2012 |                 |                      |                      |
| 2013 | Miriam Welte    | Kristina Vogel       | Janine Bubner        |
| 2014 | Miriam Welte    | Kristina Vogel       | Gudrun Stock         |
| 2015 | Kristina Vogel  | Miriam Welte         | Gudrun Stock         |
| 2016 | Miriam Welte    | Emma Hinze           | Lisa Klein           |
| 2017 | Miriam Welte    | Pauline Grabosch     | Kristina Vogel       |
| 2018 | Miriam Welte    | Emma Hinze           | Pauline Grabosch     |
| 2019 | Emma Hinze      | Miriam Welte         | Lea Sophie Friedrich |

### Keirin
| Jaar | Goud                 | Zilver             | Brons                |
| ---- | -------------------- | ------------------ | -------------------- |
| 2003 | Christin Muche       | Dana Glöss         | Kathrin Freitag      |
| 2004 | Christin Muche       | Dana Glöss         | Daniela Clausnitzer  |
| 2005 | Christin Muche       | Miriam Welte       | Dana Glöss           |
| 2006 | Christin Muche       | Katrin Meinke      | Dana Glöss           |
| 2007 | Christin Muche       | Dana Glöss         | Miriam Welte         |
| 2008 | Christin Muche       | Jane Gerisch       | Sabine Bretschneider |
| 2009 | Miriam Welte         | Dana Glöss         | Charlene Delev       |
| 2010 | Kristina Vogel       | Christin Muche     | Charlene Delev       |
| 2011 | Miriam Welte         | Kristina Vogel     | Sabine Bretschneider |
| 2012 | Charlott Arndt       | Christina Konsulke | Verena Jooß          |
| 2013 | Kristina Vogel       | Miriam Welte       | Daniela Gass         |
| 2014 | Kristina Vogel       | Miriam Welte       | Sabine Ossyra        |
| 2015 | Miriam Welte         | Jo Ellen Look      | Gudrun Stock         |
| 2016 | Emma Hinze           | Daniela Gass       | Jo Ellen Look        |
| 2017 | Kristina Vogel       | Miriam Welte       | Pauline Grabosch     |
| 2018 | Emma Hinze           | Miriam Welte       | Pauline Grabosch     |
| 2019 | Lea Sophie Friedrich | Emma Hinze         | Pauline Grabosch     |

### Sprint
| Jaar | Goud                 | Zilver              | Brons                |
| ---- | -------------------- | ------------------- | -------------------- |
| 1999 | Katrin Meinke        | Kathrin Freitag     | Solveig Rudick       |
| 2000 | Kathrin Freitag      | Solveig Rudick      | Katrin Meinke        |
| 2001 | Susan Panzer         | Katrin Meinke       | Christin Muche       |
| 2002 | Susan Panzer         | Katrin Meinke       | Kathrin Freitag      |
| 2003 | Katrin Meinke        | Christin Muche      | Kathrin Freitag      |
| 2004 | Christin Muche       | Daniela Clausnitzer | Miriam Welte         |
| 2005 | Christin Muche       | Dana Glöss          | Katrin Meinke        |
| 2006 | Dana Glöss           | Christin Muche      | Katrin Meinke        |
| 2007 | Dana Glöss           | Christin Muche      | Miriam Welte         |
| 2008 | Christin Muche       | Miriam Welte        | Jane Gerisch         |
| 2009 | Dana Glöss           | Miriam Welte        | Sabine Bretschneider |
| 2010 | Kristina Vogel       | Christin Muche      | Sabine Bretschneider |
| 2011 | Kristina Vogel       | Miriam Welte        | Sabine Bretschneider |
| 2012 | Kristina Vogel       | Charlott Arndt      | Christina Konsulke   |
| 2013 | Kristina Vogel       | Miriam Welte        | Daniela Gass         |
| 2014 | Kristina Vogel       | Miriam Welte        | Sabine Ossyra        |
| 2015 | Kristina Vogel       | Jo Ellen Look       | Sabine Ossyra        |
| 2016 | Kristina Vogel       | Emma Hinze          | Daniela Gass         |
| 2017 | Kristina Vogel       | Pauline Grabosch    | Miriam Welte         |
| 2018 | Miriam Welte         | Emma Hinze          | Pauline Grabosch     |
| 2019 | Lea Sophie Friedrich | Emma Hinze          | Miriam Welte         |

### Achtervolging
| Jaar | Goud                    | Zilver              | Brons                |
| ---- | ----------------------- | ------------------- | -------------------- |
| 1976 | Marianne Stuwe          | Claudia Kaul        | Christa Freiberger   |
| 1977 | Beate Habetz            | Uta Rathmann        | Marianne Stuwe       |
| 1978 | Beate Habetz            | Uta Rathmann        | Claudia Kaul         |
| 1979 | Beate Habetz            | Uta Rathmann        | Claudia Kaul         |
| 1980 | Beate Habetz            | Claudia Kaul        | Gabi Habetz          |
| 1981 | Beate Habetz            | Karoline Krag       | Claudia Kaul         |
| 1982 | Sandra Kratz-Schumacher | Ute Enzenauer       | Petra Weigenand      |
| 1983 | Gabriele Altweck        | Claudia Kaul        | Claudia Lommatzsch   |
| 1984 | Sandra Kratz-Schumacher | Petra Koch-Stegherr | Gabriele Altweck     |
| 1985 | Ute Enzenauer           | Claudia Kaul        | Erika Böhm           |
| 1986 | Ute Enzenauer           | Petra Koch-Stegherr | Ines Varenkamp       |
| 1987 | Gabriele Altweck        | Erika Böhm          | Lieselotte Seidl     |
| 1988 | Sandra Kratz-Schumacher | Jutta Niehaus       | Lieselotte Seidl     |
| 1989 | Jutta Niehaus           | Petra Koch-Stegherr | Lieselotte Seidl     |
| 1990 | Petra Rossner           | Petra Geschößl      | Katrin Ranger        |
| 1991 | Petra Rossner           | Gabriele Altweck    | Diana Dörffeldt      |
| 1992 | Petra Rossner           | Jutta Niehaus       | Vera Hohlfeld        |
| 1993 | Hanka Kupfernagel       | Katrin Ranger       | Ina-Yoko Teutenberg  |
| 1994 | Hanka Kupfernagel       | Anke Wichmann       | Petra Rossner        |
| 1995 | Hanka Kupfernagel       | Judith Arndt        | Anke Wichmann        |
| 1996 | Judith Arndt            | Hanka Kupfernagel   | Anke Wichmann        |
| 1997 | Judith Arndt            | Christina Becker    | Imke Schiersch       |
| 1998 | Judith Arndt            | Anke Wichmann       | Christina Becker     |
| 1999 | Judith Arndt            | Anke Wichmann       | Christina Becker     |
| 2000 | Judith Arndt            | Anke Wichmann       | Maria Taubert        |
| 2001 | Petra Rossner           | Anke Wichmann       | Christina Becker     |
| 2002 | Christina Becker        | Anke Wichmann       | Charlotte Becker     |
| 2003 | Christina Becker        | Verena Jooß         | Anke Wichmann        |
| 2004 | Verena Jooß             | Christina Becker    | Stefanie Gronow      |
| 2005 | Verena Jooß             | Larissa Kleinmann   | Christina Becker     |
| 2006 | Larissa Kleinmann       | Madeleine Sandig    | Verena Jooß          |
| 2007 | Verena Jooß             | Charlotte Becker    | Alexandra Sontheimer |
| 2008 | Charlotte Becker        | Verena Jooß         | Christina Becker     |
| 2009 | Madeleine Sandig        | Verena Jooß         | Christina Becker     |
| 2010 | Charlotte Becker        | Lisa Brennauer      | Madeleine Sandig     |
| 2011 | Stephanie Gaumnitz      | Madeleine Sandig    | Lisa Brennauer       |
| 2012 | Mieke Kröger            | Charlene Delev      | Lina-Kristin Schink  |
| 2013 | Lisa Brennauer          | Lisa Fischer        | Sarah Scharbach      |
| 2014 | Stephanie Gaumnitz      | Anna Knauer         | Tatjana Paller       |
| 2015 | Mieke Kröger            | Charlotte Becker    | Stephanie Gaumnitz   |
| 2016 | Lisa Klein              | Tatjana Paller      | Lisa Küllmer         |
| 2017 | Gudrun Stock            | Tatjana Paller      | Franziska Brauße     |
| 2018 | Lisa Brennauer          | Charlotte Becker    | Gudrun Stock         |
| 2019 | Franziska Brauße        | Lisa Klein          | Mieke Kröger         |